# Haplocladium percapillatum
Haplocladium percapillatum là một loài Rêu trong họ Thuidiaceae. Loài này được (Sakurai) Sakurai mô tả khoa học đầu tiên năm 1954.